# Elqui
Elqui (španělsky Río Elqui) je řeka v severním Chile v regionu Coquimbo. Je dlouhá 75 km.

## Průběh toku
Vzniká v Andách soutokem zdrojnic Claro a Turbio a teče západním směrem přes území regionu Coquimbo, ústí do Tichého oceánu ve městě La Serena. Největším přítokem je Toro, na řece leží města Rivadavia, Vicuña a El Molle.

## Využití
V devadesátých letech byla na řece vybudována přehradní nádrž Puclaro. Voda byla výrazně znečištěna kvůli těžbě zlata a mědi, po uzavření dolu El Indio se situace začala zlepšovat.
V údolí řeky vznikla jedna z nejstarších předkolumbovských civilizací, její nositelé jsou známi jako Diaguitové.
Oblast okolo Elqui patří k nejvýznamnějším chilským vinařským oblastem, kde se produkují vína odrůd Sauvignon, Carmenere a Syrah a matolinová pálenka pisco.
Hornatá oblast na horním toku řeky je díky suchému podnebí vyhledávána astronomy, byla zde zbudována Cerro Tololo Inter-American Observatory.